# Aleksander Znamięcki
Aleksander Znamięcki (ur. 23 lipca 1884 w Woli Dołhołuckiej, zm. 3 kwietnia 1964 w Tuxedo Park) – polski taternik, z zawodu bankowiec.

## Życiorys
Jeden z czołowych taterników początku XX wieku. Przeszedł wiele dróg uważanych wówczas za najtrudniejsze. W 1907 brał udział w pierwszym turystycznym zwiedzaniu Jaskini Juhaskiej w Giewoncie.
W latach 1938–1939 był przewodniczącym komitetu Klubu Wysokogórskiego. Komitet miał za zadanie zorganizować pierwszą polską wyprawę w Himalaje, której celem był dziewiczy szczyt Nanda Devi East.
Po II wojnie światowej zamieszkał w Nowym Jorku.

## Osiągnięcia taternickie
- trzecie wejście południową ścianą Zamarłej Turni (1911),
- pierwsze przejście całej grani Wideł (1906),
- pierwsze wejście północną ścianą Giewontu (1906),
- pierwsze wejście wschodnią i zachodnią ścianą Żabiego Konia (1907),
- pierwsze przejście granią Ostrego Szczytu z pierwszym wejściem na Mały Ostry Szczyt (1907),
- pierwsze przejście północnej ściany Wysokiej (1908),
- pierwsze przejście północnej ściany Małej Buczynowej Turni (1911),
- pierwsze wejście Czerwonym Żlebem na Szatana (1912).